# Passes Peak
Der Passes Peak (in Argentinien Cerro Arcondo, in Chile Pico Paso) ist ein 535 m hoher Berg im Norden des Grahamland auf der Antarktischen Halbinsel. Auf der Trinity-Halbinsel ragt er unmittelbar südlich des Mount Carroll und 3 km südlich des Kopfendes der Hope Bay auf.
Der Falkland Islands Dependencies Survey kartierte ihn 1945. Benannt ist er nach dem Umstand, dass der Berg zwischen zwei Gebirgspässen liegt, die von Schlittenmannschaften für Fahrten von der Hope Bay zur Duse Bay und zum Depot-Gletscher genutzt wurden. Chilenische Wissenschaftler übertrugen die Benennung ins Spanische. Namensgeber der argentinischen Benennung ist Pedro Pascual Arcondo, Major der Streitkräfte Argentiniens, befehlshabender Offizier auf der Belgrano-I-Station zwischen 1959 und 1961 und erster argentinischer Fallschirmspringer in der Antarktis, der am 31. Januar 1962 bei einem verunglückten Sprung in der Antarktis ums Leben kam.